# 울릉도 관광 헬리콥터 추락 사고
울릉도 관광 헬기 추락 사고(鬱陵島觀光- 墜落事故)는 1989년 7월 27일 오후 3시 25분경 경상북도 울릉군의 울릉도와 영덕군을 오가는 우주항공 소속 헬리콥터가 바다에 추락해 13명이 숨지고 1명이 실종, 6명이 구조된 사고이다.

## 울릉도 관광 헬기
울릉도 관광 헬기는 경상북도 영덕군 강구면의 영덕삼사해상공원과 경상북도 울릉군 울릉읍을 오가는 관광 헬기이다. 우주항공에서 운영하고 있었다. 기체는 1988년 말 미국 스콜스키사로부터 9억 5천만원에 사들여온 1958년산 22인승 헬기로 7월 25일 취항식을 가졌다.

## 사고 순간
당시 헬기는 취항한지 다섯번째밖에 되지 않았다. 헬기는 울릉도를 출발해 경상북도 영덕군의 강구면으로 가기 위해 7월 26일 오후 2시 54분 울릉도에서 이륙했다. 그러나 이륙 18분만에 헬리콥터의 엔진오일이 갑자기 0으로 떨어졌고, 기장은 빠른 시간안에 울릉도로 다시 돌아가기 위해 엔진을 최대속도로 가동시켰다. 그러나 오후 3시 25분, 울릉도를 1 km 남겨두고 헬리콥터의 고도가 빠르게 떨어지자 기장은 바다 위에 착륙하기 위해 부유기 장치를 가동시켰다. 그러나 왼쪽 부유기의 이상으로 헬리콥터는 낙하산이 펴지고 바퀴에서 풍선이 떠오른 채 바다에 추락했다. 이때 기체는 3분의 1가량이 수면위에 떠있는 상태였는데, 이때 기체 창문을 깨고 빠져나온 탑승자 6명은 사고해역 부근에서 조업중이던 어선에 의해 구조되었고 나머지 14명은 빠져나오지 못해 결국 13명은 숨진채 발견되었고 1명은 실종되었다.

## 사고 원인
사고의 원인은 재판 과정에서 속속 들어나게 되었다.

### 불량 엔진과 정비 소홀
사고 헬기에 장착된 1번 엔진은 1975년 9월에 만들어져 니카라과 공군기지에 판매되어 공군기에 사용되었다. 그러다 1978년 11월 이 공군기가 추락하자 창고에 보관하였고, 1988년 10월 재생된 뒤 우주항공에 팔리게 되었다. 당시 이런사실을 교통부 관계자와 우주항공도 미리 알고있었다. 한편, 사고가 나기 한달 전인 1989년 6월 30일엔 시험비행을 하던 중 일반 엔진의 엔진 기름압력이 형편없이 떨어지고 기름 여과기에서도 청색물질이 발견되었다. 또 7월 7일에도 똑같은 물질이 다시 발견이 되기도 하였으나 엔진을 교체하지 않고 여과기만 2차례 교체하였다.

### 정비 소홀
1989년 6월 30일과 7월 7일에 시험비행을 하던중 일반 엔진의 엔진 기름 압력이 떨어지고 기름 여과기에서 청색물질이 발견되었을 때 정비사들은 여과기만 2차례 교체한 것으로 밝혀졌다. 또 운행하기 전 정비를 제대로 하지 않기도 했다.

### 무리한 비행
당시 일대엔 태풍 쥬디의 영향으로 인해 태풍경보가 내려졌다. 그럼에도 헬리콥터는 무리하게 운항을 하였다.

### 승무원들의 행동
당시 승무원들은 헬리콥터가 추락하는 비상상황이었음에도 안전조치를 취하지 않았다. 이로 인해 승객 13명이 숨지는 등 피해가 크게 확대되었다.

## 처벌
대구지방법원 경주지원은 승무원과 정비 책임자 4명에게 징역 2년 6개월에서 1년 6개월까지의 실형을 선고하고 정비사 두명에겐 집행유예를 선고했다.

## 같이 보기
- 독도 헬기 추락 사고